# Tetraleurodes perileuca
Tetraleurodes perileuca és un hemípter del gènere Tetraleurodes de la família dels Aleiròdids.
L'espècie va ser descrita científicament per primera vegada per Takahashi el 1955.